# Kazimierz Andrzej Zakrzewski
Kazimierz Andrzej Zakrzewski herbu Lubicz – pisarz ziemski oszmiański w latach 1671–1682.
W 1674 roku był elektorem Jana III Sobieskiego z powiatu oszmiańskiego.